# Rémi Picquette
Pas d'image ? Cliquez ici

a Compétitions nationales et continentales officielles uniquement.

Dernière mise à jour le 20 mai 2025.
Rémi Picquette, né le 23 février 1995, est un joueur français de rugby à XV, évoluant au poste de deuxième ligne

## Biographie

### Jeunesse et formation
Rémi Picquette débute le rugby sur le tard, à seize ans. Lors d'un repas avec un ami de famille, ce dernier, entraîneur du ROC Tourcoing, lui propose de rejoindre le club. Rémi Picquette s'essaye alors au sport avec un ami, et a « tout de suite adoré ça ». En 2012, il rejoint les Crabos du Lille Métropole rugby. C'est alors que sa mère envoie des CV aux clubs de Pro D2, pour que son fils intègre un centre de formation. C'est finalement le Stade rochelais qui le recrute.

### Débuts professionnels (2015-2021)
Le passage en centre de formation est compliqué. Rémi Picquette avoue qu'il « [avait] des lacunes », notamment « psychologiquement, mentalement ». Malgré une apparition en Top 14 face à l'ASM Clermont, il n'entre pas dans les plans du Stade rochelais et est libéré après son contrat espoir.
Il est alors récupéré par le RC Vannes en 2017. Il obtient sa première feuille match début décembre, face au RC Narbonne, puis va rapidement obtenir un temps de jeu régulier. Il va petit à petit s'installer comme un joueur important de l'équipe, jouant notamment quinze rencontres en 2019-2020. À Vannes, il estime « [avoir] beaucoup évolué, dans les phases de combat, les phases aériennes ». Le 15 février 2021, il est élu étoile de la semaine de Pro D2 par le magazine Midi olympique après un match face au Stade aurillacois.

### Retour au Stade rochelais (2021-2024)
Début 2021, il signe un contrat en faveur de son ancien club, le Stade rochelais, qu'il rejoint à l'intersaison. Il va rapidement s'intégrer à son nouveau club, dès la saison 2021-2022, profitant notamment de l'absence de Will Skelton et dépassant Mathieu Tanguy dans la hiérarchie des deuxième lignes rochelais. Il brille ainsi en Champions Cup, que ça soit en poule contre Bath, où il est l'auteur d'un doublé, ou en quart de finale contre Montpellier où notamment il subtilise deux ballons en touche à l'alignement montpelliérain. Néanmoins il ne participe pas à la finale, malgré cinq titularisations dans la compétition.
Ses belles prestations pour sa première saison au plus haut niveau sont récompensées par une inclusion au sein de l'équipe de France pour la tournée d'été au Japon d'été 2022.
En début de saison 2022-2023, il prolonge son contrat avec le Stade rochelais jusqu'en 2025,. En novembre 2022, il est sélectionné par Ronan O'Gara pour jouer avec les Barbarians une rencontre face aux All Blacks XV (en), l'équipe réserve de la Nouvelle-Zélande. Il est titulaire en deuxième ligne aux côtés du joueur de la Section paloise, Lekima Tagitagivalu et remporte ce match 35 à 31,.

### Départ à la Section paloise (depuis 2024)
En juin 2024, il est libéré de sa dernière année de contrat avec la Rochelle, et s'engage pour quatre saisons en faveur de la Section paloise,.

## Palmarès
- Finaliste du Championnat de France de première division en 2023 avec le Stade rochelais.